# Kapela sv. Ilije Gromovnika u Orašju (Županija Soli)
Kapela sv. Ilije Gromovnika u Orašju u županiji Soli je rimokatolička grobna kapela. Posvećena je zaštitniku Orašja sv. Iliji Gromovniku, a Orašje pripada samostanskoj župi sv. Petra i Pavla u Tuzli. Prigodom proslave sv. Ilije srpnja 2011., kapela na groblju dobila je postaje križnoga puta te oltarnu sliku sv. Ilije proroka, rad akademske slikarice Marijane Pažin-Ivešić.

## Vanjske poveznice
- Facebook Crkva sv. Ilije Gromovnika